# Earnshaw-Gletscher
Der Earnshaw-Gletscher ist ein 16 km langer Gletscher im Nordosten des Palmerlands auf der Antarktischen Halbinsel. Er fließt östlich des Norwood Scarp in nördlicher Richtung zum Maitland-Gletscher, den er südlich des Werner Peak erreicht.
Luftaufnahmen entstanden am 28. September 1940 bei der United States Antarctic Service Expedition (1939–1941). Der Falkland Islands Dependencies Survey (FIDS) nahm im Januar 1961 Vermessungen vor. Das UK Antarctic Place-Names Committee benannte den Gletscher 1962 nach dem britischen Uhrmacher Thomas Earnshaw (1749–1829), auf den Entwicklungen zurückgehen, ohne die moderne Chronometer undenkbar wären.